# Biblioteca Central y Centro de Documentación Perito Francisco P. Moreno
La Biblioteca Central y Centro de Documentación Perito Francisco P. Moreno es una biblioteca gubernamental especializada en áreas protegidas, dependiente de la Administración de Parques Nacionales.

## Historia
La biblioteca comenzó a funcionar en 1935, pero se creó oficialmente en 1942, por iniciativa de Eduardo Vicente Moreno, hijo del científico argentino  Francisco Pascasio Moreno, con libros que fueran de la colección de su padre, hoy denominada Colección Moreno. Esos libros constituyeron el fondo bibliográfico fundacional de la biblioteca. 
Hacia el año 1971 se organizó la Biblioteca desde el punto de vista de la bibliotecología. Se adoptó un sistema de clasificación y normas de catalogación, se habilitaron los catálogos manuales por autor, título, temas e índice temático. De este modo, se organizó la Hemeroteca, se creó el Reglamento de préstamos y se reorganizó el sistema de control de canje y distribución de las ediciones de Anales de Parques Nacionales. A partir de este momento se establecieron los préstamos interbibliotecarios, y comenzó a generarse vínculos con aquellas bibliotecas y Centros de Documentación especializados en la temática. Ese mismo año, se creó el Centro de Documentación con informes inéditos sobre diversas temáticas de los Parques Nacionales de Argentina. Actualmente, la biblioteca funciona en el Palacio Haedo, sede central de la Administración de Parques Nacionales.

## Colecciones
La biblioteca posee una colección de aproximadamente 8000 ejemplares compuesta de libros, monografías, conferencias, reuniones, jornadas, proyectos, tesis, artículos de publicaciones periódicas, monografías, separatas y folletos, publicaciones seriadas y periódicas, documentos inéditos de la APN, libros antiguos y manuscritos. También cuenta con una hemeroteca compuesta de un total de 1126 títulos de Publicaciones Periódicas. Se destaca la Colección Especial Moreno, compuesta por materiales que pertenecieron al Perito Francisco P. Moreno, a saber: planos y mapas originales; documentos epistolares de Moreno y distintas personalidades; y una colección de recortes de periódicos. Además, cuenta con 430 libros antiguos (1766-1919) de diversas temáticas, como historia argentina, límites, viajes y continentes.

## Organización
La biblioteca depende de la Dirección de Diseño e Información al Visitante.Dirección Nacional de Uso Público, de la Administración de Parques Nacionales; ente autárquico dependiente del Ministerio de Ambiente y Desarrollo Sustentable (Argentina)

## Ubicación
Av. Rivadavia 1475 , Ciudad Autónoma de Buenos Aires